# 매헌시민의숲
매헌시민의숲은 서울특별시 양재동에 위치한 숲으로 이루어진 공원이다. 2022년 10월 13일 개칭.

## 개요
1986년 아시안 게임 및 1988년 서울 올림픽 개최를 기념하여 서울특별시 시립공원으로 개장하였다.
청계산 자락에 위치한 시민의숲의 주위에는 염곡천(여의천), 양재천이 흐르고 고층건물이 없어 탁 트인 하늘을 만날 수 있다.공원 내에는 10만 6,600여그루의 나무로 수목이 우거져 있어, 유치원이나 주변 학교의 소풍 코스로 이용된다. 2011년 신분당선 개통으로 양재시민의숲역을 통해 지하철로도 인접할 수 있다.

## 주요시설
공원 안에는 야외예식장과 야외무대, 테니스장, 배구장, 배드민턴장 등 각종 체육시설 및 주민 편의시설이 갖추어져있다.
- 조경시설 : 잔디광장, 파고라, 그늘시렁
- 운동시설 : 배구장(족구장 겸용), 테니스장, 맨발공원
- 교양시설 : 윤봉길 의사 기념관, 야외무대, 충혼탑, 윤봉길의사 동상
- 편익시설 : 주차장(54대), 매점, 음수대, 공중전화, 화장실, 벤치